# 葛文王
葛文王（かつぶんおう）は、新羅における王族の称号のひとつ。『三国史記』からは、王位にはつけなかった王の父や王の舅などに尊称として与えられたものと考えられている。発生の経緯や機能については未詳であり、新羅本紀に見られる最も早い封号の例は第7代逸聖尼師今15年（148年）のことであり、「新羅での王の追封はすべて葛文王と称されるが、その意味はよくわからない」と分注にも記されている。また、『三国史記』職官志には「名称はしばしば現れるが、初めて設置された時期や位の高下のわからないもの」の筆頭として記されている。
『三国史記』に見られる葛文王からごく一部の例をあげれば以下の通り。
- 日知葛文王…第3代儒理尼師今の王妃の父。『三国史記』での葛文王の初見例でもある。
- 許婁葛文王…第5代婆娑尼師今の王妃（金氏史省夫人）の父。
- 骨正葛文王…第11代助賁尼師今の父。第9代伐休尼師今の太子であったが、伐休尼師今よりも先に亡くなっていた。また、助賁尼師今の同母弟の第12代沾解尼師今が即位した後には、世神葛文王と追号された。
- 仇道葛文王…第13代味鄒尼師今の父。また、第11代助賁尼師今の外祖父でもある。仇道が葛文王に封ぜられたのは、子の味鄒尼師今の即位後の2年（262年）2月のことである。

第22代智証麻立干（智証王、在位:500年 - 514年）の時代に王号を「麻立干」から「王」に定めたと伝えられているが、1989年に発見された迎日冷水碑文によると、智証王が503年9月時点では王ではなく葛文王と称されていたことが判っている。また、1988年に発見された蔚珍鳳坪碑文には、第23代法興王（在位:514年 - 540年）が524年の時点で寐錦王の名で登場しており、同時に葛文王の名も見られる。このことから、6世紀の新羅では寐錦王・葛文王が並存しており、葛文王が寐錦王を補佐する関係にあったとも考えられている。（→武田編著2000、p.76）